# 有脇町
有脇町（ありわきちょう）は、愛知県半田市の地名。

## 地理
半田市北部に位置する。東は稲穂町、西は緑ケ丘、南は亀崎大洞町、北は知多郡東浦町藤江に接する。

### 学区
市立小・中学校に通う場合、学校等は以下の通りとなる。また、公立高等学校に通う場合の学区は以下の通りとなる。
| 番・番地等 | 小学校             | 中学校             | 高等学校 |
| ---------- | ------------------ | ------------------ | -------- |
| 全域       | 半田市立有脇小学校 | 半田市立亀崎中学校 | 尾張学区 |

## 歴史

### 地名の由来
『知多郡史』によれば、新墾（あらき、新たな開墾地）が変化したものという。

### 人口の変遷
国勢調査による人口および世帯数の推移。
| 1995年（平成7年）  | 344世帯 1250人 |  |
| 2000年（平成12年） | 346世帯 1227人 |  |
| 2005年（平成17年） | 355世帯 1133人 |  |
| 2010年（平成22年） | 368世帯 1105人 |  |
| 2015年（平成27年） | 372世帯 1064人 |  |
| 2020年（令和2年）  | 374世帯 1034人 |  |

### 沿革
- 江戸時代 - 尾張国知多郡の尾張藩領鳴海代官所支配の有脇村として所在[2]。
- 1876年（明治9年） - 広田村の一部となる[2]。
- 1882年（明治15年） - 広田村から独立し、有脇村が復活する[2]。
- 1885年（明治18年） - 藤江村と連合役場として、藤江村有脇村戸長役場を組織し、藤江村に設置[2]。
- 1889年（明治22年） - 市制町村制下の知多郡有脇村に移行[2]。
- 1890年（明治23年） - 藤江村との連合役場体制を廃止[2]。独自の役場を設置[2]。
- 1906年（明治39年） - 知多郡亀崎町大字有脇となる[2]。
- 1937年（昭和12年） - 半田市大字有脇となる[2]。
- 1957年（昭和32年） - 半田市大字有脇が廃止され、有脇町・稲穂町・緑ケ丘・石塚町・上定光町にそれぞれ編入される[2]。有脇町は大字有脇の中心部において成立[2]。

## 交通
- 国道366号[1]

## 施設
- 半田市立有脇小学校[1]
- 有脇保育園[1]
- 春日社[1]
- 曹洞宗福住寺[1]
- 半田市農協有脇支所[1]
- 消防亀崎北分団[1]
- 公民館[1]
- 真宗大谷派蓮念寺[1]
- かみや美術館[1]

- かみや美術館

### WEB
1. ↑  “愛知県半田市の町丁・字一覧”.   人口統計ラボ. 2023年11月25日閲覧。
2. 1 2  総務省統計局 (2022年2月10日). “令和2年国勢調査の調査結果(e-Stat) - 男女別人口，外国人人口及び世帯数－町丁・字等” (CSV). 2023年8月2日閲覧。
3. ↑  “愛知県半田市の郵便番号一覧”.   日本郵便. 2023年11月25日閲覧。
4. ↑  “市外局番の一覧” (PDF).   総務省 (2022年3月1日). 2022年3月22日閲覧。
5. ↑  半田市教育委員会事務局教育部学校教育課 学校担当 (2015年4月1日). “半田市立小中学校　通学区域一覧（町名あいうえお順）” (PDF).   半田市. 2024年1月2日閲覧。
6. ↑  “平成29年度以降の愛知県公立高等学校（全日制課程）入学者選抜における通学区域並びに群及びグループ分け案について”.   愛知県教育委員会 (2015年2月16日). 2019年1月14日閲覧。
7. ↑  総務省統計局 (2014年3月28日). “平成7年国勢調査の調査結果(e-Stat) - 男女別人口及び世帯数 －町丁・字等” (CSV). 2021年7月20日閲覧。
8. ↑  総務省統計局 (2014年5月30日). “平成12年国勢調査の調査結果(e-Stat) - 男女別人口及び世帯数 －町丁・字等” (CSV). 2021年7月20日閲覧。
9. ↑  総務省統計局 (2014年6月27日). “平成17年国勢調査の調査結果(e-Stat) - 男女別人口及び世帯数 －町丁・字等” (CSV). 2021年7月21日閲覧。
10. ↑  総務省統計局 (2012年1月20日). “平成22年国勢調査の調査結果(e-Stat) - 男女別人口及び世帯数 －町丁・字等” (CSV). 2021年7月21日閲覧。
11. ↑  総務省統計局 (2017年1月27日). “平成27年国勢調査の調査結果(e-Stat) - 男女別人口及び世帯数 －町丁・字等” (CSV). 2021年7月21日閲覧。

### 書籍
1. 1 2 3 4 5 6 7 8 9 10 11 12  「角川日本地名大辞典」編纂委員会 1989, p. 1814.
2. 1 2 3 4 5 6 7 8 9 10 11 12  「角川日本地名大辞典」編纂委員会 1989, p. 121.